# Carburant aviation

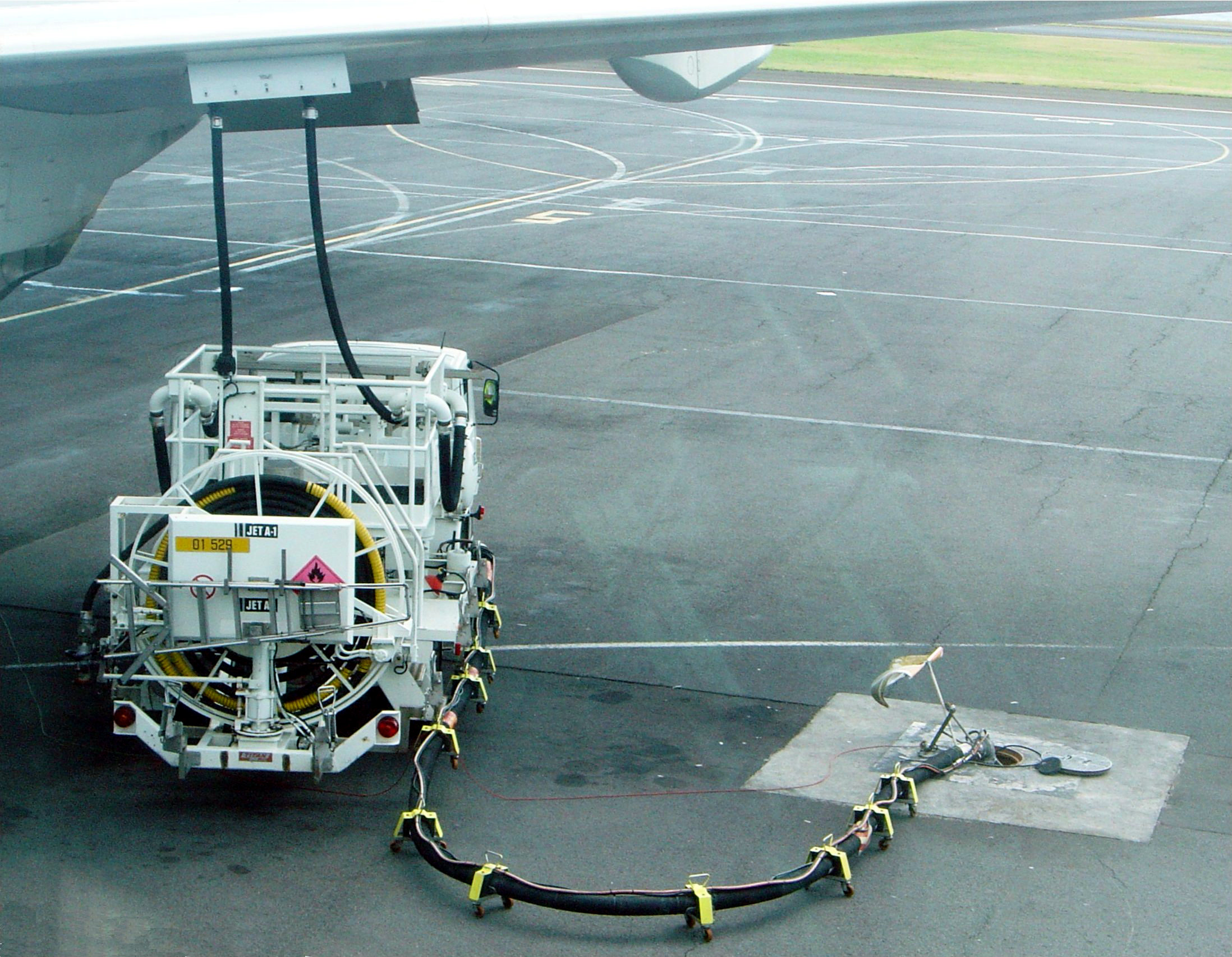
Avitaillement d'un Boeing 777 avec du Jet A-1 par oléoserveur et conduit souterrain.

Suivant le type de propulsion (turbines, moteurs à pistons), les aéronefs brûlent différents types de carburants, dits « carburants aviation ».

## Propriétés générales
Un carburant aéronautique doit avoir les caractéristiques suivantes :
- un fort pouvoir calorifique par unité de masse pour favoriser l'autonomie de vol ;
- une forte masse volumique pour diminuer le volume des réservoirs à masse donnée ;
- une faible inflammabilité aux conditions de température et de pression d'emploi, pour augmenter la sécurité du vol ;
- un bon pouvoir lubrifiant pour garantir une bonne durée de vie des pompes et différents organes traversés par le carburant ;
- un prix compatible avec l'économie du transport aérien pour le civil.

## Carburants basés sur le kérosène

### Kérosène
Le kérosène, un mélange d'hydrocarbures, est actuellement, avec ses dérivés, le carburant le plus utilisé, notamment parce qu'il répond le mieux aux critères d'emploi dans les turboréacteurs et les turbopropulseurs :
- densité : 0,8 pour TRO (F34, F35) et 0,75 pour TR4 (F40) ;
- pouvoir calorifique inférieur : 43 054 kJ/kg ;
- richesse stœchiométrique : Dc/Da = 0,06 ;
- température maximale après combustion : environ 2 200 K avec de l'air à 300 K (le kérosène et l'oxygène pur donnent une température de flamme de 3 500 K lorsque le mélange est stœchiométrique) ;
- ɣ = Cp/Cv des gaz brûlés à 1 000 K : 1,3 ; à 2 000 K : 1,2.

La combustion stœchiométrique du kérosène dans de l'air sec a pour équation générale :
CxHy + (x + y/4) (O2 + 3,76 N2) → x CO2 + y/2 H2O + 3,76 (x + y/4) N2.
Pour x = 10 et y = 20 soit la formulation C10H20, on obtient le bilan massique suivant :
140 kg de kérosène + 2 058 kg d'air sec → 440 kg de dioxyde de carbone + 180 kg de vapeur d'eau + 1 578 kg d'azote.
Cependant, la réaction est en pratique une combustion pauvre avec excès d'oxygène et avec présence de vapeur d'eau. Le rapport débit carburant sur débit d'air, qui est de 0,068 pour une combustion stœchiométrique, est plutôt de 0,03 pour un moteur militaire et 0,02 pour un moteur civil.
L'oxygène restant dans les fumées de la chambre principale permet, sur les moteurs militaires, d'alimenter une postcombustion afin de générer un excédent de poussée à température plus élevée sans crainte de détérioration de pièces tournantes.

### Carburants courants
Deux caractéristiques principales de température permettent de différencier l'utilisation des différents carburants :
- le point de congélation ;
- le point d'éclair.

Certains additifs améliorent les qualités de ces carburants, tels que les antioxydants et désactivants de métaux, les inhibiteurs de corrosion, les antigels, les dissipateurs d'électricité statique.
En aviation civile, le carburant de ce type le plus répandu est le Jet A-1, encore appelé « TR0 » utilisé par les militaires, est obtenu par distillation directe. Il est défini par la norme internationale AFQRJOS (Aviation Fuel Quality Requirements for Jointly Operated Systems). Il gèle au minimum à −47 °C (car c'est la limite inférieure définie par l'AFQRJOS) et son point éclair est supérieur à 38 °C. Aux États-Unis, il existe également un carburant Jet A, dont la fabrication est un peu moins coûteuse mais qui gèle à une température inférieure à −41 °C. La norme américaine de carburant militaire JP-8 est proche du Jet A-1, à quelques additifs près.
Pour un usage en environnement froid, notamment dans le nord canadien, il existe aussi une spécification Jet B, ou TR4 pour les militaires. Ce carburant inclut, en sus du kérosène, une fraction d'essence (coupe naphta), ce qui lui permet de rester liquide à de plus basses températures. Cependant, l'usage de ce carburant est en train de tomber en désuétude. Outre le prix plus élevé d'un tel carburant à coupe large de distillation, on peut aussi citer un risque plus élevé d'inflammation en raison de la volatilité plus importante de l'essence : le point éclair est compris dans une plage de −25 à 15 °C. Les Russes possèdent eux aussi une norme spécifique pour l'utilisation dans les zones froides, le TS 1.
En raison de contraintes particulières d'utilisation, il a existé une certaine variété de normes de carburants d'aviation militaire :
- le JP-5, carburant obtenu par distillation directe et avec un point éclair supérieur à 60 °C permettant son utilisation sur les porte-avions pour un maximum de sécurité ;
- le JP-7, un carburant exceptionnel développé pour les avions de reconnaissance américain SR-71 : ce mélange spécial très coûteux, presque sans impuretés, avait notamment une température d'inflammation très élevée et une bonne stabilité en température.

Les nouvelles générations de moteurs demandant quant à eux un carburant résistant mieux aux hautes températures, on a vu apparaître ces dernières années un carburant JP 8 +100 mais dont l'utilité reste controversée. Une des grandes spécificités des carburéacteurs à usage militaire est l'emploi quasi systématique d'un additif anti-glace (appellations diverses : FSII, AL-41 ou S-1745). En effet, les aéronefs militaires n'étant pas toujours équipés de réchauffeurs au niveau des filtres, il existe un risque de colmatage lié à l'apparition d'eau libre à la suite de l'abaissement de température en haute altitude. Le rôle de cet additif est d'empêcher l'agglomération des micro-glaçons ainsi formés, les maintenant en deçà des performances des filtres de bord et évitant donc tout risque d'extinction du moteur.
|                                    | Jet A   | Jet B   | JP-4 (USAF) | JP-5 (USN) | JP-8 (USAF) |
| ---------------------------------- | ------- | ------- | ----------- | ---------- | ----------- |
| Aromatiques, vol. % (max)          | 25      | 25      | 25          | 25         | 25          |
| Soufre total, masse % (max)        | 0,3     | 0,3     | 0,4         | 0,4        | 0,3         |
| Point d'ébullition final, °C (max) | 300     |         | 270         | 300        | 300         |
| Point éclair, °C                   | 38      |         |             | 60         | 38          |
| Masse volumique à 15 °C, kg/m3     | 775-840 | 751-802 | 751-802     | 788-845    | 775-840     |
| Point de congélation, °C           | −40     | −50     | −58         | −46        | −47         |
| Énergie de combustion, MJ/kg (min) | 42,8    | 42,8    | 42,8        | 42,6       | 42,8        |

|                                     | États-Unis | Royaume-Uni    | International | Russie                     | Chine           |
| ----------------------------------- | ---------- | -------------- | ------------- | -------------------------- | --------------- |
| Spécification                       | ASTM D1655 | DEF STAN 91-91 | Checklist     | GOST 10227-86              | GB 6537-94      |
| Année                               | 1996       | 1996           | 1996          | 1996                       | 1994            |
| Acidité totale en mg de KOH/g (max) | 0,1        | 0,015          | 0,015         | 0,009                      | 0,015           |
| Aromatiques, vol. % (max)           | 25         | 22             | 22            | 22 (masse %)               | 20              |
| Soufre total, masse % (max)         | 0,3        | 0,3            | 0,3           | 0,25                       | 0,2             |
| Point d'ébullition final, °C (max)  | 300        | 300            | 300           | 98 % de distillat à 250 °C | 300             |
| Point éclair, °C                    | 38         | 40             | 40            | 33                         | 38              |
| Masse volumique à 15 °C, kg/m3      | 775-840    | 775-840        | 775-840       | 775 à 20 °C                | 775-830 (20 °C) |
| Point de congélation, °C            | −47        | −47            | −47           | −50                        | −47             |
| Énergie de combustion, MJ/kg (min)  | 42,8       | 42,8           | 42,8          | 42,9                       | 42,8            |

## Essence aviation et Diesel
Les moteurs à pistons d'avions fonctionnent traditionnellement avec de l'essence aviation (Avgas 100LL et 110LL, anciennement aussi 115), un carburant similaire à l'essence automobile mais à plus fort indice d'octane, contenant du plomb tétraéthyle, d'une formulation très peu agressive (pas d'alcools ni de solvants) et parfaitement asséché (pour éviter le givrage). En raison du coût élevé de l'essence aviation, certains moteurs peu puissants de petits appareils peuvent, avec des restrictions d'utilisation, fonctionner avec de l'essence automobile (mogas). Les compagnies pétrolières proposant de l'essence aviation sont traditionnellement les mêmes que pour l'automobile : Air Total et BP Air ainsi que Shell par exemple, ou plus récemment Petroplus.

## Pollution aérienne par le plomb
Le plomb dans l'essence avion induit un risque de saturnisme à proximité des aérodromes. Aux États-Unis, la FAA envisage son interdiction.

## Carburant diesel
Par ailleurs, des fabricants développent actuellement des moteurs Diesel acceptant le kérosène Jet-A, proche du gazole mais moins gras et dépourvu de paraffines, particulièrement économiques et endurants, mais très coûteux à l'achat, un peu plus bruyants surtout pour les Diesel 2-temps (ex. : Wilksch) et plus lourds à puissance égale pour les 4-temps (SMA Morane-Renault ou encore Thielert). Les moteurs Diesel en aviation ne sont pas une nouveauté : Clerget construisait des moteurs en étoile dans les années 1930 ainsi que Junkers-Jumo qui équipait des moteurs à pistons opposés notamment les bombardiers allemands et des dirigeables.

## Biocarburant dans l'aviation
Les premiers biocarburants, dits de première génération, étaient issus de plantes comestibles comme le maïs. Mais le bilan carbone, ainsi que les fortes fluctuations des prix ont mis un terme à leur étude.
Sont venus ensuite les biocarburants dits de deuxième génération destinés à se substituer, au moins partiellement, au kérosène. Un premier vol d'essai a eu lieu le 30 décembre 2008 sur un Boeing 747-400 d'Air New Zealand dont un des réacteurs RB 211 a été alimenté avec 50 % de Jet-A1 et 50 % de carburant à base de Jatropha curcas. Il a été suivi d'un autre le 7 janvier 2009 sur un Boeing 737-800 de Continental Airlines dont un des moteurs CFM56-7B a été alimenté par un mélange de moitié de kérosène traditionnel et pour moitié de jatropha et d'algues. À chaque fois, les mélanges se sont comportés sans altérer le fonctionnement des moteurs, sinon une légère baisse de consommation de 1 à 2 %. Un troisième essai est réalisé le 30 janvier 2009 avec un Boeing 747-300 de Japan Airlines équipé de moteurs Pratt & Whitney JT9D dont un alimenté avec un mélange de 50 % de kérosène et 50 % de cameline (« lin bâtard »), de jatropha et d'algues. Le 28 octobre 2011, Air China effectue un vol d'essai à base de ce mélange sur un Boeing 747 dans une coopération sino-américaine. L'objectif est d'obtenir la certification de ces mélanges en 2010 et de biocarburants purs en 2013. Le carburant à base de jatropha présente un point d'éclair à 46 °C contre 38 °C pour le Jet-A1 avec une énergie de 44,3 MJ/kg (contre 42,8 MJ/kg pour le Jet-A1), son principal avantage étant d'émettre 75 % de gaz carbonique en moins que le kérosène sur l'ensemble de son cycle de vie (incluant le CO2 absorbé par les plantes dans leur croissance), pour un prix de revient de 80 dollars le baril.
En parallèle, Air France a testé, sur un vol commercial, le 13 octobre 2011, un mélange utilisant pour moitié des huiles usagées comme carburant.
Les expérimentations pour disposer d'un biocarburant qui se substitue totalement au kérosène, dits de troisième génération (même si la désignation semble floue), portent finalement leur fruit le 29 octobre 2012 avec le vol d'un prototype de Dassault Falcon 20 pour le compte du Conseil national de recherches Canada (CNRC). Le biokérozène utilisé est du ReadiJet issu de la Brassica carinata. Plusieurs autres plantes, algues, huiles usagées et déchets agricoles sont à l'étude.
L'Union européenne vise qu'en 2020, 3 % de la consommation de son aviation soit des biocarburants.
Le cycle d'utilisation de biocarburant réduit de 80 % les émissions de CO2 comparé au jet-A dans les meilleurs des cas,.
En 2021, les avions commerciaux ne sont autorisés à voler qu'avec 50 % de biocarburant et 50 % de jet-A. Ce pourcentage devrait augmenter dans les années à venir avec l'évolution des lois aéronautiques.